# Brandenburgische Motorenwerke

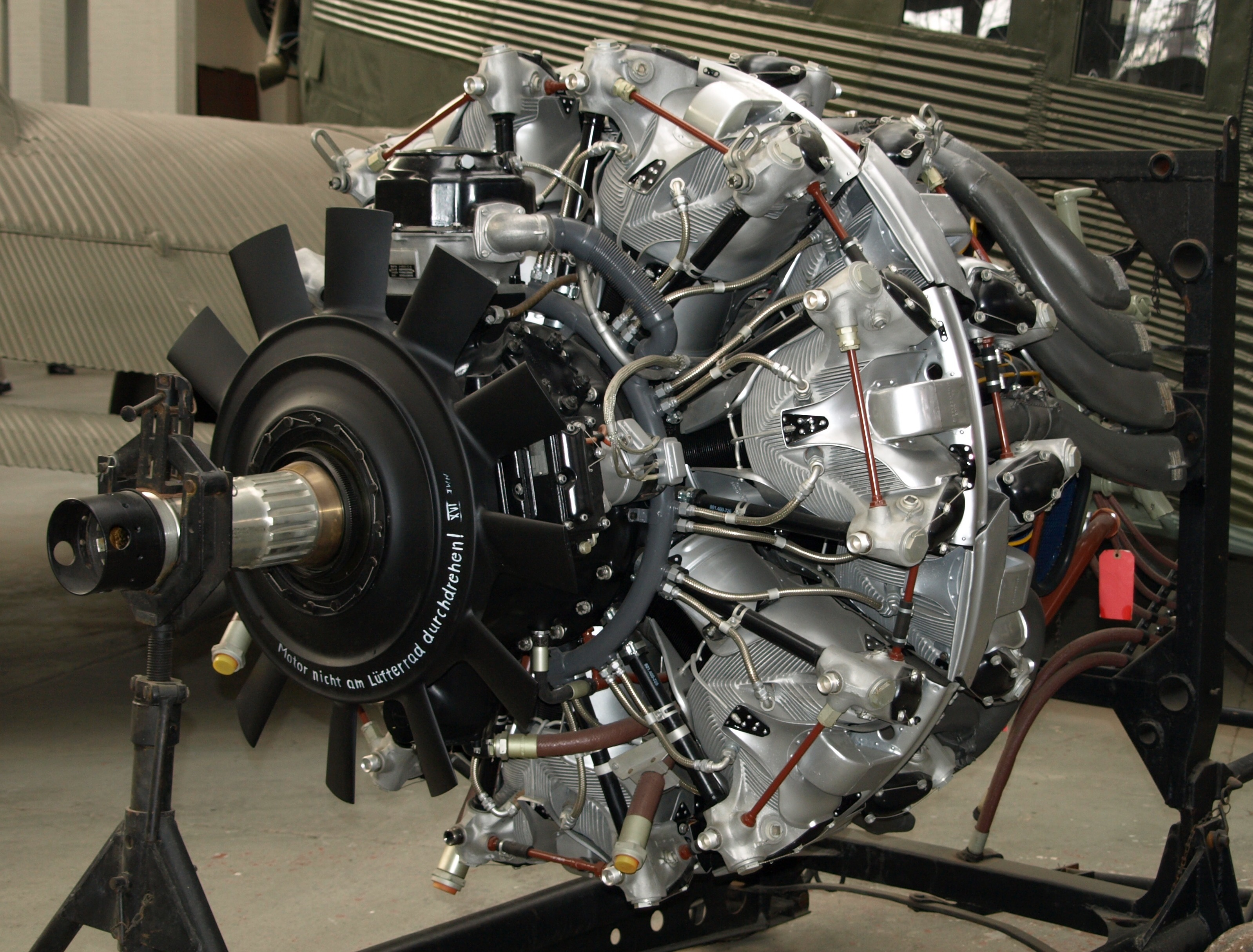
BMW 801

Brandenburgische Motorenwerke GmbH, Bramo, var en tysk flygmotortillverkare i Berlin-Spandau som ingick BMW. Företaget hade ett ursprung i Siemens & Halskes flygmotorproduktion under första världskriget, var ett eget statligt ägt bolag 1936-1939, och blev därefter del av BMW under namnet BMW-Flugmotorenwerke Brandenburg GmbH.
Bramo levererade motorerna till bl.a. Focke-Wulf Fw 61, Focke-Wulf Fw 200, Dornier Do 24 och Junkers W 34.
BMW Motorrads fabriksanläggning ligger på det område i Berlin där Bramo hade sin verksamhet och lokalerna från Bramos tid används fortfarande. 